# Амт
Тази статия е за териториалната единица в Дания. За старата единица амт в Норвегия виж фюлке.
Амт (дат. Amt, мн.ч. Amter – амти) е основна административно-териториална единица в Дания от 1661 до 2007 г.
Всеки амт се дели на общини, наричани в Дания комуне (Kommunе).
Създадени са през 1661 г. по време на управлението на датско-норвежкия крал Фридрих III. Териториалната единица амт би могла да се сравни с област в България, провинция в Италия, Испания и Германия, графство в Англия, кантон в Швейцария, жудец в Румъния, фюлке в Норвегия, департамент във Франция, войводство в Полша и пр.
От 1662 г. до 1919 г. в Норвегия е съществувала административно-териториалната единица амт, която днес се нарича фюлке. След 1 януари 2007 г. влиза в сила закон, който заменя амтите на 5 административни области, а общините са окрупнени, като са съкратени от 271 на 98. Преименуван е амт в регион (датски: region).
За наименованията на амтите в Дания до 1 януари 2007 г. виж Административно деление на Дания.